# El bosque de los ciervos blancos
El bosque de los ciervos blancos es un cuento de hadas escrito por el escritor español Miguel Ángel Villar Pinto (1977-), publicado por primera vez en la colección de cuentos El bazar de los sueños junto a otros once cuentos en 2009.

## Trama
Ridalín era un niño criado en el seno de una familia de cazadores. Sin embargo, no le gustaba matar animales, así que abandonó su hogar y se adentró solo en el bosque. En él se encontró con una bruja que le pidió que matara a una cierva blanca pero, al negarse, le transformó también a él en un ciervo blanco. 
Generaciones después, cuando un cazador iba a disparar a un ciervo blanco, un búho le advierte que, de hacerlo, estaría matando a uno de sus parientes, ya que los ciervos blancos estaban bajo el hechizo de una bruja y eran descendientes de Ridalín y una princesa encantada: Diralia. 
Sabiendo esto, la familia de cazadores acabaron con la bruja, rompiendo de este modo la maldición; los ciervos blancos recuperaron su naturaleza humana y dedicaron sus vidas al cuidado de los bosques y los animales.
- Datos: Q28503686